# Xianglin Chengyuan
Xianglin Chengyuan (chiń. 香林澄遠, pinyin Xiānglín Chéngyuăn; kor. 향림징원 Hyangrim Chingwŏn, jap. Kyōrin Chōon, wiet. Hương Lâm Trừng Viễn; ur. 908, zm. 987) – chiński mistrz chan szkoły yunmen.

## Życiorys
Xianglin pochodził z miasta Mianzhu leżącego w rejonie Hanzhou w prow. Syczuan.
Jako młody chłopiec opuścił dom i wstąpił do zakonu w klasztorze Zhenxiang w Chengdu. W wieku 16 lat złożył mnisie ślubowania.
W jakiś czas potem udał się na wędrówkę po klasztorach w Chinach i w końcu wybrał na swojego nauczyciela mistrza chan Yunmena Wenyana. Praktykował pod jego kierunkiem przez kilka lat. Po osiągnięciu oświecenia i otrzymaniu przekazu Dharmy powrócił do Chengdu. Tam został opatem klasztoru Tianwang.
W 964 r. przeniósł się na górę Chingcheng, gdzie został opatem klasztoru Xianglin. W tym też klasztorze nauczał przez ponad 20 lat, a więc do swojej śmierci.
Mnich spytał mistrza Dlaczego kiedy ktoś oberwuje kształt, to obserwuje umysł?
Xianglin powiedział Kiedy to właśnie przychodzi, gdzie to powraca?
Mnich spytał A co kiedy umysł i otoczenie znikają?
Xianglin odparł Oczy otwarte, spanie siedząc.
Kiedy mistrz poczuł, że pora umierać, pożegnał urzędnika Songa Gongdanga mówiąc Udaję się na pielgrzymkę.
Ale [inny urzędnik] powiedział Ten mnich zwariował. Gdzie on pójdzie na pielgrzymkę, skoro ma 80 lat?
Jednak Song Gongdang odparł Gdy czcigodny mistrz idzie na pielgrzymkę, idzie lub zostaje nieprzymuszenie.
Xianglin powiedział swojej kongregacji Przez czterdzieści lat wykułem jeden kawałek.
Po skończeniu tych słów zmarł.
Jego stupa została wybudowana obok klasztoru.
Występuje w gong’anie 17 z Biyan lu.

## Linia przekazu Dharmy zen
Pierwsza liczba oznacza liczbę pokoleń mistrzów od 1 Patriarchy indyjskiego Mahakaśjapy.
Druga liczba oznacza liczbę pokoleń od 28/1 Bodhidharmy, 28 Patriarchy Indii i 1 Patriarchy Chin.
- 39/12. Xuefeng Yicun (822–908)

- 40/13. Xuansha Shibei (835–908)

- 41/14. Luohan Guichen (867–928)

- 42/15. Fayan Wenyi (885–958) szkoła fayan

- 40/13. Yunmen Wenyan (862–949) szkoła yunmen

- 41/14. Xianglin Chengyuan (908–987)

- 42/15. Zhimen Guangzuo (zm. 1031)

- 43/16. Jiufeng Qin (bd)
- 43/16. Xuedou Chongxian (980–1052) napisał komentarze wierszem do „Biyan lu”

- 44/17. Chengtian Chuanzong (bd)
- 44/17. Tianyi Yihuai (993–1064)

- 45/18. Fayun Faxiu (1027–1090)
- 45/18. Yuanfeng Qingman (bd)
- 45/18. Yuantong Fashen (bd)
- 45/18. Changlu Yingfu (bd)

- 46/19. Changlu Zongze (bd) autor „Zuochan yi”

- 47/20.

- 48/21.

- 49/22. Lei’an Zhengshou (1146–1208)